# Wilhelm Theodor Lohde
Wilhelm Theodor Lohde (* um 1800; † 30. Mai 1873 in Culm, Westpreußen) war ein deutscher Verleger in Danzig, Thorn und Culm.

## Leben
Wilhelm Theodor Lohde stammte aus Berlin. 1823 übernahm er die J. C. Albertische Buch- und Kunsthandlung in Danzig mit Druckerei und gab sie 1825 an Louis Botzon weiter.
1830 gründete er eine Buchdruckerei in Thorn, in der er bis 1838 tätig war. 1835 gründete er eine weitere in Culm. Diese wechselte mehrmals die Adresse und war schließlich im Gebäude der heutigen Hauptpost am Markt im hinteren Teil des Römischen Hotels.
Lohde verlegte Schriften in deutscher, aber auch in polnischer und lateinischer Sprache. Bei ihm erschienen das Culmer Wochenblatt (1832/35–um 1865), das Kreis-Blatt des Königlich-Preußischen Landraths zu Culm (1835–1860er Jahre) mit amtlichen Verlautbarungen und einige Exemplare der Szkółka Narodowa (1848), der ersten polnischen Zeitschrift in Culm.
Sein Sohn Wilhelm übernahm die Firma.